# Huétor Santillán
Huétor Santillán település Spanyolországban, Granada tartományban. Huétor Santillán Alfacar, Víznar, Nívar, Cogollos Vega, Iznalloz, Diezma, Quéntar, Beas de Granada és Granada községekkel határos. Lakosainak száma 1938 fő (2024).

## Népesség
A település népessége az elmúlt években az alábbi módon változott:
| Lakosok száma | 1645 | 1706 | 1784 | 1824 | 1880 | 1916 | 1901 | 1877 | 1897 | 1938 |
|               | 2001 | 2004 | 2006 | 2009 | 2011 | 2014 | 2016 | 2019 | 2021 | 2024 |